# Фіялка Китайбеля
Фіялка Китайбеля, фіалка Китайбелева (Viola kitaibeliana) — вид рослин з родини фіалкових (Violaceae), поширений у пн.-зх. Африці, Європі, зх. Азії.

## Опис
Багаторічна рослина 10–30 см. Рослина коротко запушена. Листки до 10 мм завширшки, верхні і середні лінійно-ланцетні, нижні — широко-яйцеподібні. Прилистки пальчасто-роздільні. Квітки строкаті, до 10 мм в діаметрі.

## Поширення
Поширений у північно-західній Африці, Європі, західній Азії.